# Paolo di Grecia
Paolo di Grecia (in greco Παῦλος, Βασιλεὺς τῶν Ἑλλήνων?, Pávlos, Vasiléfs ton Ellínon; Atene, 14 dicembre 1901 – Atene, 6 marzo 1964) fu re degli Elleni, dal 1947 al 1964.

## Biografia

### Infanzia

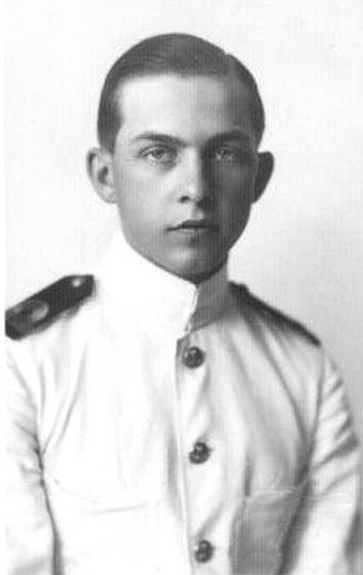
Paolo di Grecia negli anni '20.

Paolo nacque nel 1901 nel Palazzo di Tatoi, la residenza estiva della famiglia reale che si trova a nord di Atene; era il terzo figlio maschio del principi ereditari, Costantino di Grecia e Sofia di Prussia, figlia di Federico III di Germania e di Vittoria di Gran Bretagna, detta "Vicky". In famiglia Paolo era chiamato "Palo". Aveva due fratelli, Giorgio ed Alessandro e tre sorelle, Elena, Irene e Caterina. Paolo frequentò il Royal Military College, Sandhurst per poi entrare nella Marina reale greca all'età di undici anni, divenendo il cadetto più giovane al tempo. Crebbe fra il Palazzo reale, oggi sede della Presidenza della repubblica greca, e Palazzo di Tatoi. Era solito parlare con i genitori in lingua inglese, apprendendo il greco come seconda lingua.
Nel 1909 avvenne un colpo di stato da parte di alcuni militari, che partì dalle caserme della cittadina di Goudi, a est di Atene, così il Principe Costantino decise di partire assieme alla moglie ed i figli, per la Germania, dove furono ospitati dalla zia materna di Paolo, Margherita. Ritornarono in Grecia nel 1911, quando il primo ministro Venizelos permise loro di rientrare. Nel 1912 il Montenegro, la Serbia, la Bulgaria e la Grecia si allearono contro l'Impero Ottomano, nella Prima guerra balcanica, che fu persa dai Turchi. Successivamente i bulgari, non contenti della divisione territoriale della Macedonia, dichiararono guerra contro il Regno serbo il quale richiamò i vecchi alleati, con l'aggiunta della Romania ed Impero ottomano, nella Seconda guerra balcanica. A causa di tale trambusto, nel 1913 re Giorgio I, nonno di Paolo, venne assassinato dall'anarchico greco Alexandros Schinas. Il padre di Paolo, divenne re Costantino I.

### Grande guerra ed esilio

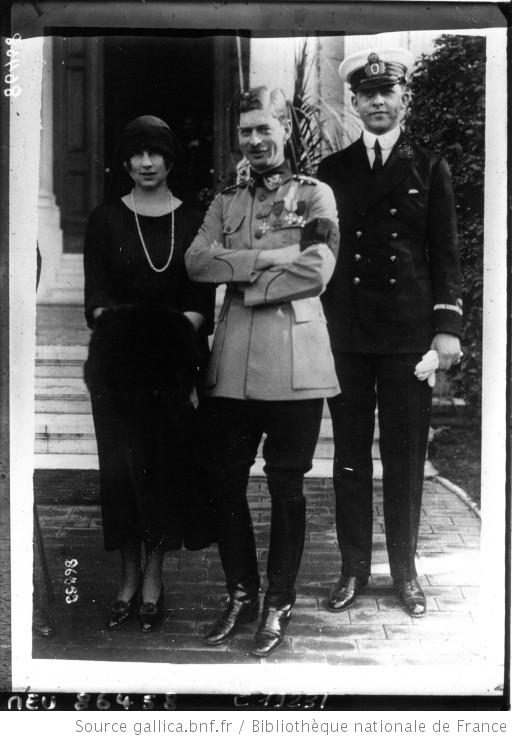
Da destra: Paolo, Carlo II di Romania ed Elena di Grecia.

Con lo scoppio della Prima guerra mondiale, la Grecia rimase neutrale poiché il Primo ministro Venizelos aspirava di entrare a fianco dell'Intesa, mentre Costantino a fianco degli Imperi centrali: tale scelta era dovuta al fatto che il sovrano frequentò un'accademia prussiana, inoltre aveva sposato una principessa tedesca, Sofia di Prussia, sorella del Kaiser Guglielmo II, leader della Germania fra il 1888 ed il 1918. Nel 1917, a seguito di un ultimatum inviato dai francesi, re Costantino, il principe ereditario e Paolo partirono in esilio. Il principe Alessandro fu proclamato Re di Grecia e governò fino al 1920, anno in cui morì, dopo che il paese uscì vittorioso dalla guerra, cominciandone un'altra contro i Turchi.

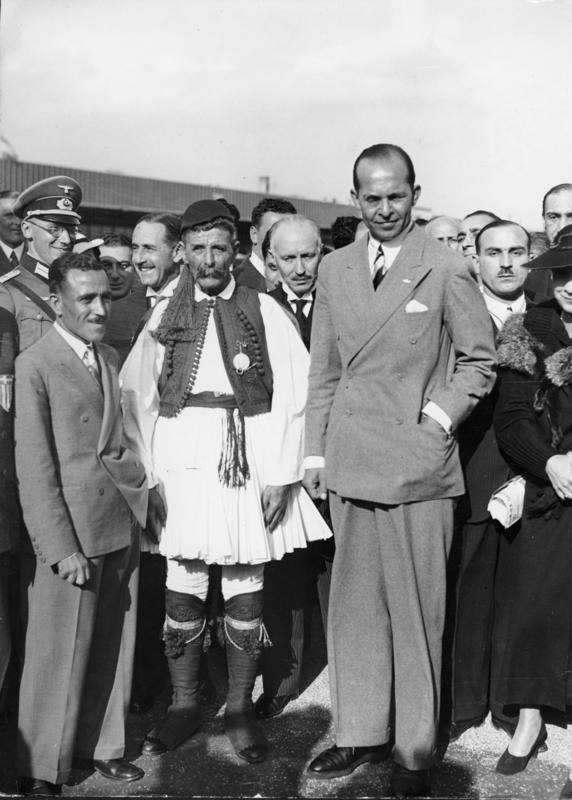
Paolo assieme a Spyridōn Louīs.

Dopo la morte del fratello Alessandro, la corona venne offerta a Paolo che però rifiutò e di conseguenza il padre, ritornato dall'esilio, divenne re per la seconda volta, fino alla sua abdicazione del 1922, determinata dalla sconfitta contro i Turchi e da una rivolta dell'esercito e della marina. Stavolta la corona passò a Giorgio II e Paolo divenne primo in successione al trono. Nel 1923 il Parlamento consigliò a Giorgio di lasciare il paese, il re accettò ma decise di non abdicare e di partire per la Romania, paese d'origine della moglie, la regina Elisabetta. Paolo lo seguì e un anno dopo venne proclamata la Seconda repubblica ellenica.

### Matrimonio
Con la caduta della monarchia e l'esilio, Paolo andò a Londra dove cominciò a frequentare la principessa Nina Georgievna di Russia, prima cugina, figlia della principessa Maria di Grecia e del Granduca Georgij Michajlovič, nipote dello Zar Nicola I. Lui si innamorò e si dichiarò ma lei rifiutò la proposta. La madre di Paolo rifiutava che il figlio si sposasse con una persona comune e desiderava che si sposasse al più presto, al fine di continuare la discendenza. Nel 1934 conobbe la principessa Federica di Hannover al matrimonio del principe Giorgio, duca di Kent e della cugina Marina di Grecia: Federica era la figlia di Ernesto Augusto, ultimo Duca di Brunswick e capo del Casato Hannover, e di Vittoria Luisa di Prussia, ultima ed unica figlia di Guglielmo e di Augusta Vittoria di Germania. Negli anni successivi Federica frequentò l'American College a Firenze, recandosi anche a Villa Sparta, dove vivevano le sorelle di Paolo, il quale era solito visitare. I due si rividero poi in occasione dei Giochi Olimpici del 1936, che si tennero a Berlino, in Germania; il Principe chiese la mano di Federica ai suoi genitori, i quali accettarono.

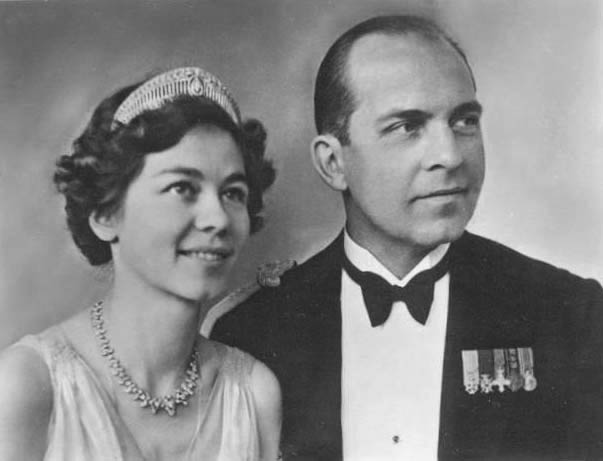
Paolo e Federica di Grecia.

Il fidanzamento di Paolo e Federica provocò un malcontento popolare, dovuto alla nazionalità della futura sposa: Federica era tedesca e in quegli anni il nazionalsocialismo dominava la Germania ed Metaxas, capo del governo, desiderava utilizzare il matrimonio di una principessa tedesca con un principe greco, per avvicinarsi ad Hitler. Un altro problema era riguardante i costi delle celebrazioni, difatti in quegli anni la Grecia soffriva ancora della Grande Depressione. Il fratello dello sposo, re Giorgio II, era contrario al matrimonio perché voleva eliminare le radici tedesche della Casa reale. Il matrimonio venne celebrato comunque il 9 gennaio 1938, nella Cattedrale di metropolitana di Atene. Durante questa giornata la capitale venne adornata con le bandiere greche e con quelle tedesche: all'inizio si era pensato di utilizzare le insegne dell'ex Regno di Hannover, il cui ultimo re fu Giorgio V, trisnonno di Federica, ma la Germania bloccò quest'intenzione poiché in madrepatria, le bandiere regionali erano bandite. Quindi vennero esposte le bandiere con la svastica. La reputazione di Federica non fu mai positiva, fino dall'inizio del suo ingresso nella famiglia reale greca.
Paolo e Federica ebbero tre figli:
- Sofia (1938), Regina di Spagna
- Costantino (1940 - 2023), ultimo Re di Grecia
- Irene (1942), Principessa di Grecia

### Ritorno in Grecia e invasione italiana

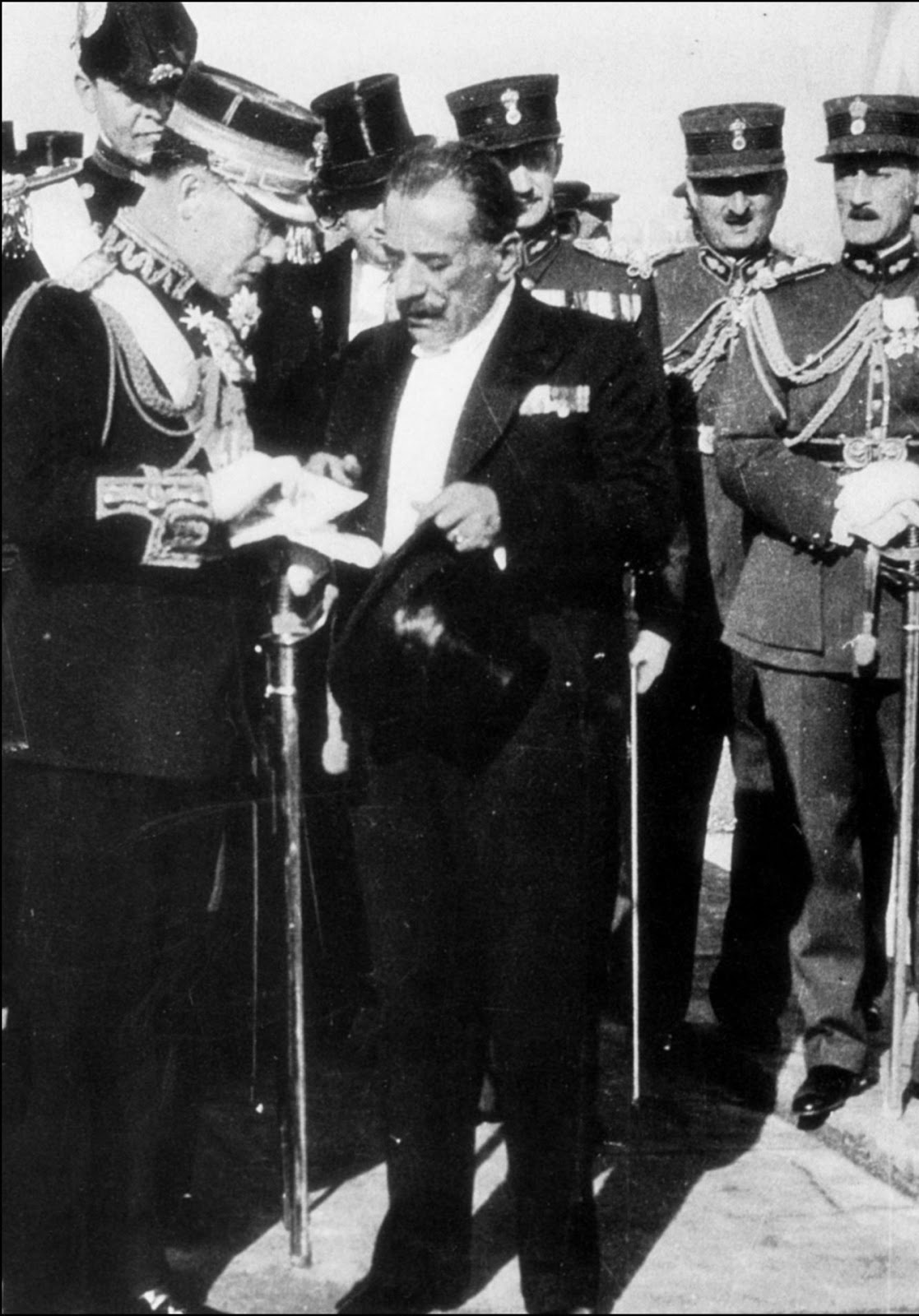
Paolo, in fondo a sinistra, nel 1935 una volta ritornato ad Atene.

Il 10 ottobre 1935, alcuni mesi dopo aver soppresso un tentato colpo di Stato venizelista nel marzo del 1935, Georgios Kondylis, ex venizelista, abolì la repubblica con un altro colpo di Stato e dichiarò la restaurazione della monarchia. Un plebiscito riconfermò il cambio di regime col 97.88% dei voti e sancì il ritorno di Giorgio II.
L'ex generale realista in pensione Metaxas, credeva che fosse necessario instaurare un governo autoritario per prevenire le lotte sociali e, in particolare, evitare l'ascesa al potere del comunismo in Grecia. Il 4 agosto 1936, col supporto del re, sospese il parlamento e stabilì il regime del 4 agosto. I comunisti vennero soppressi ed i capi dei liberali si portarono in esilio. Il regime di Metaxas promosse vari concetti come la "Terza Civilizzazione Ellenica", il saluto romano e l'Organizzazione nazionale della gioventù, introducendo anche diverse misure per ottenere il supporto popolare come ad esempio l'Istituto di Assicurazione Sociale Greco, la più grande società d'assicurazioni dell'intera Grecia. Paolo in questi anni continuò a ricoprire il suo ruolo di Principe ereditario, celebrò poi il suo matrimonio con Federica di Hannover, nella Cattedrale metropolitana di Atene, nel 1938.

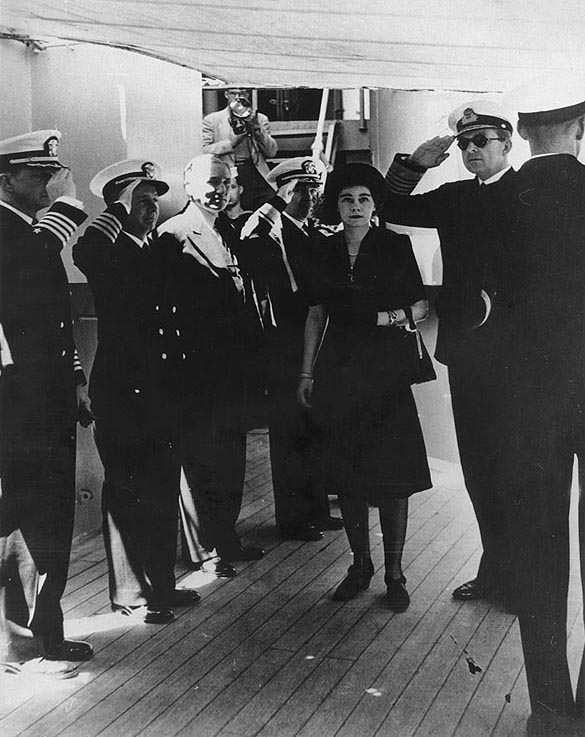
I Principi ereditari nel 1947.

Il 15 agosto 1940 l'incrociatore della Marina greca, l'Elli, fu affondato dalla Regia marina italiana su ordine del Duce Mussolini, il quale, dopo la dichiarazione del 10 giugno, volle mandare delle provocazioni, per poi varcare il confine greco il 28 ottobre 1940, cominciando così la Guerra greco-italiana. Nell'anno successivo, precisamente il 22 aprile, Giorgio, Paolo ed altri membri della famiglia reale lasciarono Atene per Alessandria d'Egitto, ospiti di re Farouk I; alcuni ministri del sovrano egiziano erano proitaliani, così i principi greci lasciarono il paese. Re Giorgio VI negò l'accesso in Regno Unito per la nazionalità e l'ascendenza di Federica, tedesca e nipote dell'ultimo Kaiser; Paolo mandò la moglie e i due figli in Sudafrica, per recarsi a Londra col fratello Giorgio. Paolo volerà poi fino alla Città del Capo per assistere alla nascita della terza figlia, Irene nel 1942. Nel 1944 le forze tedesche abbandonarono la Grecia ed il governo in esilio, dove Paolo era impegnato, ritornò ad Atene; l'ELAS, i partigiani greci, aveva effettivamente il controllo di gran parte della Grecia, ma i suoi capi erano riluttanti a prendere il controllo del paese in quanto sapevano che Stalin si era accordato, affinché la Grecia rimanesse sotto la sfera d'influenza inglese dopo la guerra. I comunisti boicottarono le elezioni amministrative del 1946 e, in quello stesso giorno, scoppiarono nuovamente dei conflitti armati. Alla fine del 1946, i comunisti dell'Esercito Democratico Greco si anteposero all'esercito nazionale venendo repressi dapprima dagli inglesi e, dopo il 1947, dagli Stati Uniti.

### Re degli Elleni

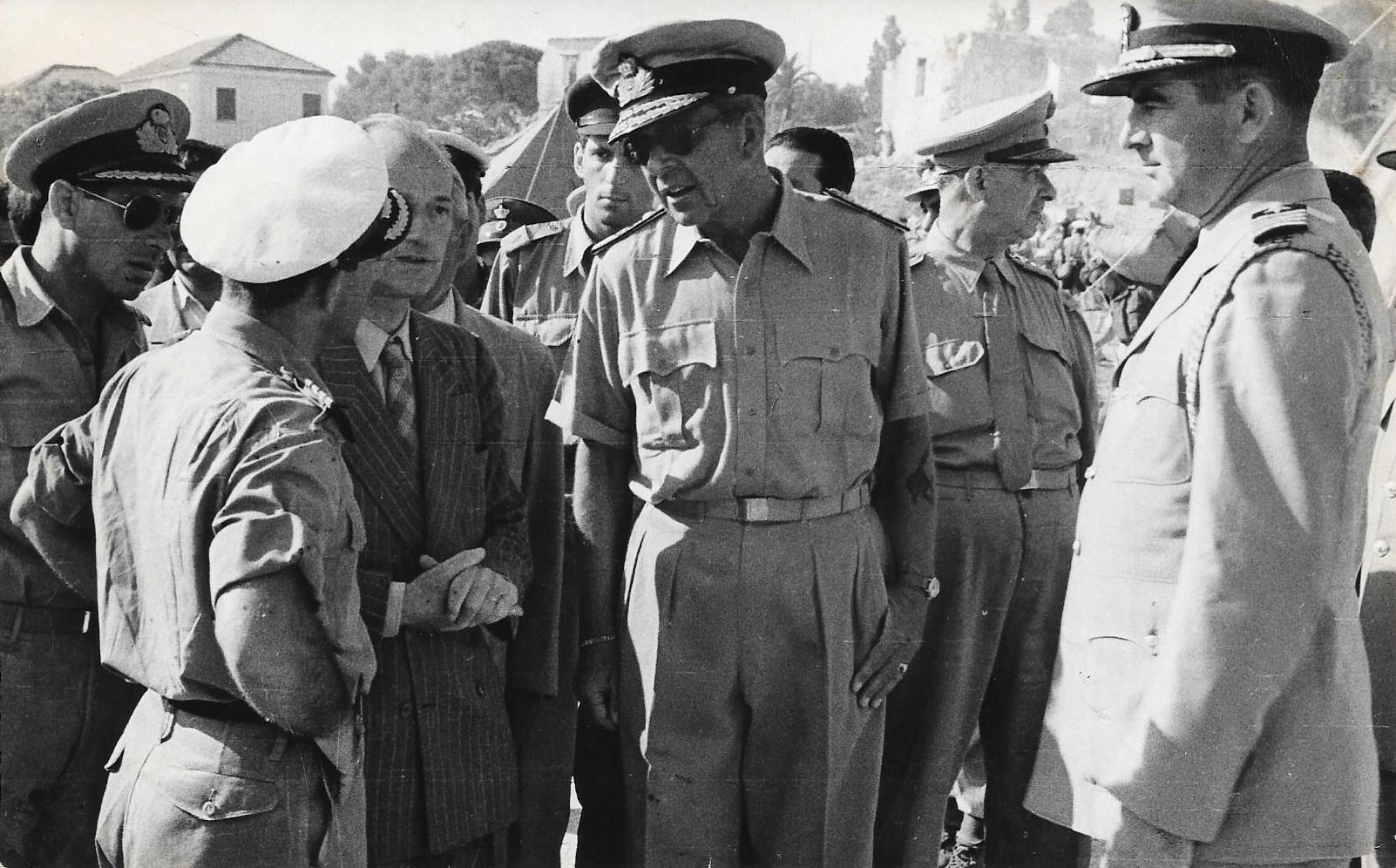
Re Paolo di Grecia, nel 1953.

Nel 1946 i reali ritornarono in Grecia e un anno dopo, durante la Guerra civile, re Giorgio II morì e a succedergli fu appunto Paolo. A novembre 1947 il nuovo re non fu in grado di presenziare al matrimonio della principessa Elisabetta e del principe Filippo, suo primo cugino, a causa di febbre tifoide, fu rappresentato dalla regina Federica. Nel 1949 gli scontri civili terminarono ufficialmente con la vittoria degli anticomunisti.

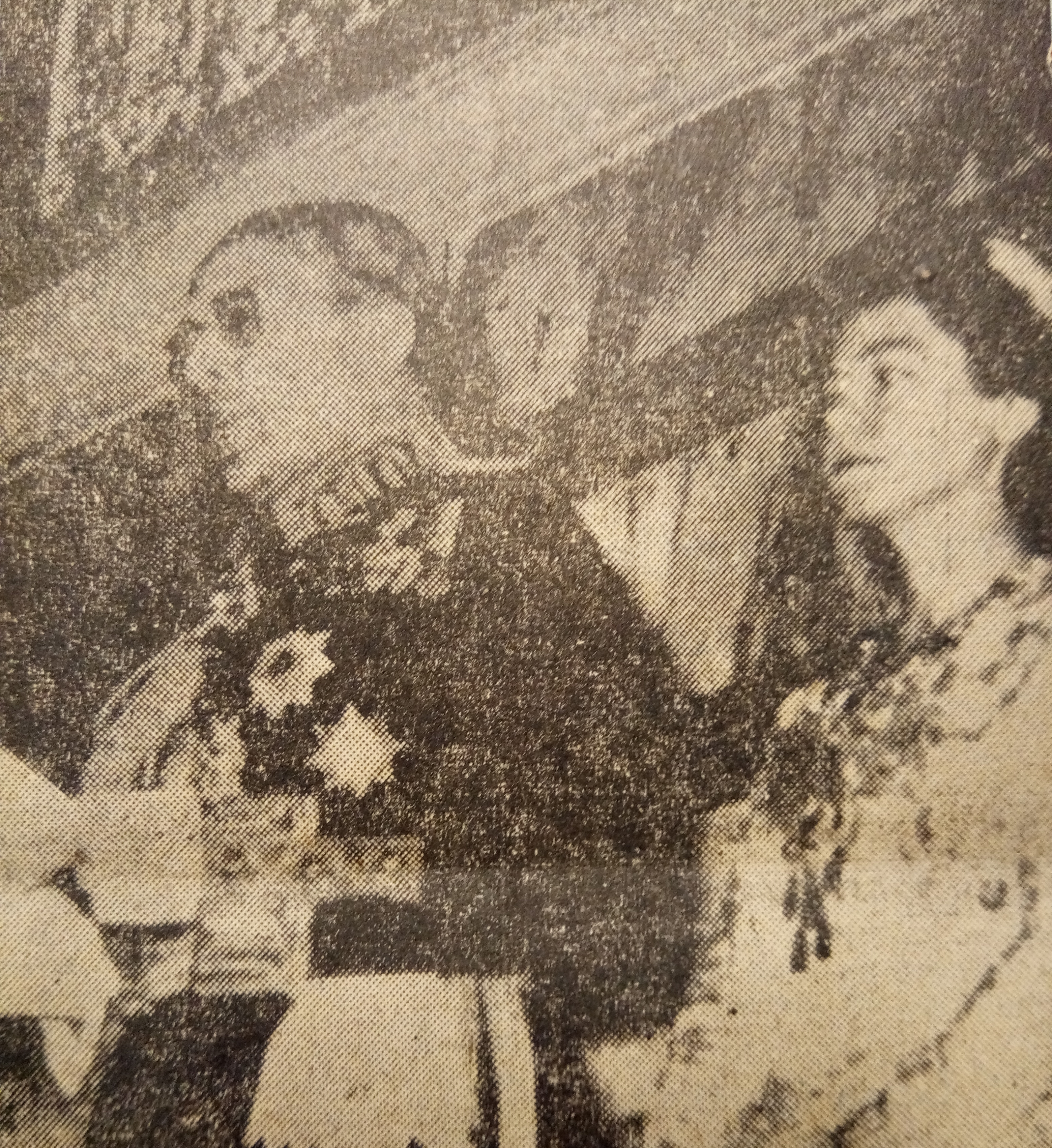
Paolo I e la regina Federica.

Negli anni '50 il paese ritrovò una certa stabilità economica e le relazioni diplomatiche erano sostenute dalle differenti visite di Stato che Paolo e Federica compievano in altri stati, come Francia o Germania. Fu il primo sovrano greco a far visita ad uno Capo di stato turco. In quegli anni ci fu uno scontro diplomatico con la Gran Bretagna, per la questioni di Cipro, dove la maggior parte degli abitanti voleva far parte della Grecia, chiamato Enōsis. Nel 1959 il principe Massimiliano di Baviera consegnò a Paolo i tesori della corona del primo re di Grecia, Ottone I, nato come principe di Baviera e divenuto sovrano nel 1832, per poi essere cacciato nel 1862. Durante il regno di Paolo, cresceva sempre di più un sentimento repubblicano, soprattutto fra i giovani. I sovrani erano spesso criticati per i continui viaggi e per i costi del mantenimento della Casa reale; rispose poi alle proteste con un maggior autocontrollo economico e con la donazione allo Stato, della sua residenza privata di Polydendri.

### Ultimi anni e morte

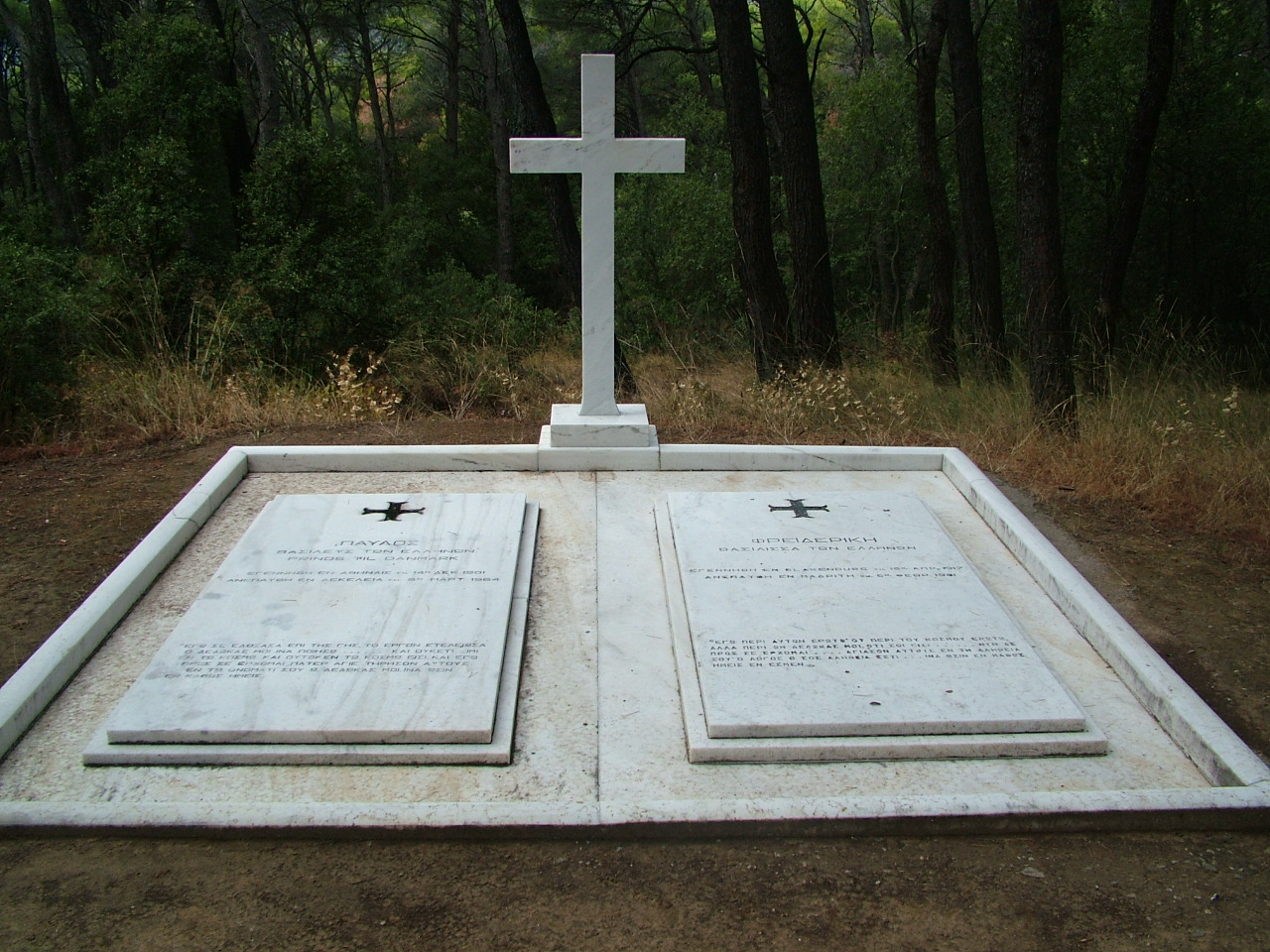
Tomba di Paolo nel Cimitero Tatoi.

Nel 1959 il Re subì un'operazione per una cataratta e nel 1963 fu operato d'urgenza per appendicite; un anno prima vide la primogenita Sofia, sposarsi con Juan Carlos di Spagna, figlio del Conte e della Contessa di Barcellona e futuro sovrano di Spagna, dal 1975 al 2014. Alla fine del febbraio 1964 gli venne diagnosticato un cancro allo stomaco, che nel giro di due settimane lo condusse alla morte, avvenuta il 6 marzo dello stesso anno. A succedergli fu il figlio Costantino II, il quale alcuni mesi dopo sposò la principessa Anna Maria di Danimarca, che divenne regina di Grecia. Nel 1967 a seguito di un Golpe militare la famiglia reale lasciò il paese, la monarchia venne destituita ufficialmente nel 1973.

## Discendenza
Paolo e Federica di Hannover ebbero tre figli:
- Sofia (1938), consorte del re Juan Carlos I di Spagna
- Costantino II (1940 - 2023), ultimo re degli Elleni
- Irene (1942), principessa di Grecia

## Ascendenza
|                               |                         |                                   | Genitori                                   |  |  | Nonni |  |  | Bisnonni                  |  |  | Trisnonni                                                      |  |
|                               |                         |                                   |                                            |  |  |       |  |  | Cristiano IX di Danimarca |  |  | Federico Guglielmo di Schleswig-Holstein-Sonderburg-Glücksburg |  |
|                               |                         |                                   |                                            |  |  |       |  |  | Cristiano IX di Danimarca |  |  | Federico Guglielmo di Schleswig-Holstein-Sonderburg-Glücksburg |  |
|                               |                         | Luisa Carolina d'Assia-Kassel     |                                            |  |  |       |  |  | Cristiano IX di Danimarca |  |  |                                                                |  |
| Giorgio I di Grecia           |                         |                                   |                                            |  |  |       |  |  | Cristiano IX di Danimarca |  |  |                                                                |  |
|                               |                         | Luisa d'Assia-Kassel              | Guglielmo d'Assia-Kassel                   |  |  |       |  |  |                           |  |  |                                                                |  |
|                               |                         | Luisa d'Assia-Kassel              | Guglielmo d'Assia-Kassel                   |  |  |       |  |  |                           |  |  |                                                                |  |
|                               |                         | Luisa d'Assia-Kassel              | Luisa Carlotta di Danimarca                |  |  |       |  |  |                           |  |  |                                                                |  |
| Costantino I di Grecia        |                         | Luisa d'Assia-Kassel              |                                            |  |  |       |  |  |                           |  |  |                                                                |  |
|                               |                         | Konstantin Nikolaevič di Russia   | Nicola I di Russia                         |  |  |       |  |  |                           |  |  |                                                                |  |
|                               |                         | Konstantin Nikolaevič di Russia   | Nicola I di Russia                         |  |  |       |  |  |                           |  |  |                                                                |  |
|                               |                         | Konstantin Nikolaevič di Russia   | Carlotta di Prussia                        |  |  |       |  |  |                           |  |  |                                                                |  |
| Olga Konstantinovna di Russia |                         | Konstantin Nikolaevič di Russia   |                                            |  |  |       |  |  |                           |  |  |                                                                |  |
|                               |                         | Alessandra di Sassonia-Altenburg  | Giuseppe di Sassonia-Altenburg             |  |  |       |  |  |                           |  |  |                                                                |  |
|                               |                         | Alessandra di Sassonia-Altenburg  | Giuseppe di Sassonia-Altenburg             |  |  |       |  |  |                           |  |  |                                                                |  |
|                               |                         | Alessandra di Sassonia-Altenburg  | Amalia di Württemberg                      |  |  |       |  |  |                           |  |  |                                                                |  |
| Paolo di Grecia               |                         | Alessandra di Sassonia-Altenburg  |                                            |  |  |       |  |  |                           |  |  |                                                                |  |
|                               | Guglielmo I di Germania | Federico Guglielmo III di Prussia |                                            |  |  |       |  |  |                           |  |  |                                                                |  |
|                               | Guglielmo I di Germania | Federico Guglielmo III di Prussia |                                            |  |  |       |  |  |                           |  |  |                                                                |  |
|                               | Guglielmo I di Germania | Luisa di Meclemburgo-Strelitz     |                                            |  |  |       |  |  |                           |  |  |                                                                |  |
| Federico III di Germania      | Guglielmo I di Germania |                                   |                                            |  |  |       |  |  |                           |  |  |                                                                |  |
|                               |                         | Augusta di Sassonia-Weimar        | Carlo Federico di Sassonia-Weimar-Eisenach |  |  |       |  |  |                           |  |  |                                                                |  |
|                               |                         | Augusta di Sassonia-Weimar        | Carlo Federico di Sassonia-Weimar-Eisenach |  |  |       |  |  |                           |  |  |                                                                |  |
|                               |                         | Augusta di Sassonia-Weimar        | Maria Pavlovna di Russia                   |  |  |       |  |  |                           |  |  |                                                                |  |
| Sofia di Prussia              |                         | Augusta di Sassonia-Weimar        |                                            |  |  |       |  |  |                           |  |  |                                                                |  |
|                               |                         | Alberto di Sassonia-Coburgo-Gotha | Ernesto I di Sassonia-Coburgo-Gotha        |  |  |       |  |  |                           |  |  |                                                                |  |
|                               |                         | Alberto di Sassonia-Coburgo-Gotha | Ernesto I di Sassonia-Coburgo-Gotha        |  |  |       |  |  |                           |  |  |                                                                |  |
|                               |                         | Alberto di Sassonia-Coburgo-Gotha | Luisa di Sassonia-Gotha-Altenburg          |  |  |       |  |  |                           |  |  |                                                                |  |
| Vittoria di Gran Bretagna     |                         | Alberto di Sassonia-Coburgo-Gotha |                                            |  |  |       |  |  |                           |  |  |                                                                |  |
|                               |                         | Vittoria del Regno Unito          | Edoardo Augusto di Hannover                |  |  |       |  |  |                           |  |  |                                                                |  |
|                               |                         | Vittoria del Regno Unito          | Edoardo Augusto di Hannover                |  |  |       |  |  |                           |  |  |                                                                |  |
|                               |                         | Vittoria del Regno Unito          | Vittoria di Sassonia-Coburgo-Saalfeld      |  |  |       |  |  |                           |  |  |                                                                |  |
|                               |                         | Vittoria del Regno Unito          |                                            |  |  |       |  |  |                           |  |  |                                                                |  |

### Ascendenza patrilineare
1. Elimar I, conte di Oldenburg, *1040 †1112
2. Elimar II, conte di Oldenburg, *1070 †1142
3. Cristiano I, conte di Oldenburg, *1123 †1167
4. Maurizio I, conte di Oldenburg, *1150 †1209
5. Cristiano II, conte di Oldenburg, *1175 †1233
6. Giovanni I, conte di Oldenburg, *1204 †1270
7. Cristiano III, conte di Oldenburg,*1231 †1285
8. Giovanni II, conte di Oldenburg, *1270 †1316
9. Corrado I, conte di Oldenburg, *1302 †1347
10. Cristiano V, conte di Oldenburg, *1342 †1399
11. Dietrich, conte di Oldenburg, *1390 †1440
12. Cristiano I, re di Danimarca, Norvegia e Svezia, *1426 †1481
13. Federico I, re di Danimarca e Norvegia, *1471 †1533
14. Cristiano III, re di Danimarca e Norvegia, *1503 †1559
15. Giovanni, duca di Schleswig-Holstein-Sonderburg, *1545 †1622
16. Alessandro, duca di Schleswig-Holstein-Sonderburg, *1573 †1627
17. Augusto Filippo, duca di Schleswig-Holstein-Sonderburg-Beck, *1612 †1675
18. Federico Luigi, duca di Schleswig-Holstein-Sonderburg-Beck, *1653 †1728
19. Pietro Augusto, duca di Schleswig-Holstein-Sonderburg-Beck, *1697 †1775
20. Carlo Antonio Augusto, duca di Schleswig-Holstein-Sonderburg-Beck, *1727 †1759
21. Federico Carlo Ludovico, duca di Schleswig-Holstein-Sonderburg-Beck, *1757 †1816
22. Federico Guglielmo, duca di Schleswig-Holstein-Sonderburg-Glücksburg, *1785 †1831
23. Cristiano IX, re di Danimarca, *1818 †1906
24. Giorgio I, re degli Elleni, *1845 †1913
25. Costantino I, re degli Elleni, *1868 †1923
26. Paolo I, re degli Elleni, *1901 †1964